# Ataque al patrullero Tagomago de 1985
El ataque al patrullero Tagomago de 1985 fue un ataque terrorista del Frente Polisario contra una patrullera de la Armada española en misión de auxilio al pesquero canario Junquito, que tuvo lugar el 21 de septiembre de 1985, en aguas internacionales frente a las costas del Sahara Occidental.

## Ataque
El patrullero Tagomago fue botado el 14 de febrero de 1980 y entregado a la Armada el 30 de enero de 1981. Recibe su nombre de un islote situado al noreste de la isla de Ibiza.
El 20 de septiembre de 1985 el pesquero Juana Rosa informó de que el pesquero Junquito, que faenaba en la zona de alta peligrosidad del banco sahariano, había sido ametrallado y hundido. Al rescate de los posibles supervivientes fue enviado por la Armada el patrullero Tagomago, con base en Las Palmas y al mando del Teniente de Navío Francisco Olmos Vargas. En la madrugada del 21 localizó el pesquero incendiado y sin tripulación a 1.5 millas de la costa. Tras la búsqueda, sin resultado, de supervivientes, los marinos desembarcaron en el Junquito y encontraron indicios de uso de granadas anticarro, disparos y manchas de sangre y la ausencia del bote salvavidas. Tomaron rumbo norte en busca de los naufragos. A 1.5 millas de la costa el Tagomago fue atacado, recibiendo 48 impactos de entre 12,7 y 106 milímetros desde costa. Como consecuencia un tripulante resultó herido de gravedad, el cabo José Manuel Castro, el cual fallecería con posterioridad. Tras evacuar al herido el Tagomago regresó con el destructor Almirante Ferrándiz para continuar la búsqueda de los tripulantes del Junquito. No pudieron ser localizados ya que estos habían sido secuestrados por el Frente Polisario. Los pescadores supervivientes fueron liberados en Adrar (Argelia) el 29 de septiembre de 1985.

## Víctimas
A causa del ataque falleció el Cabo Segundo Especialista José Manuel Castro Rodríguez, de 18 años y natural de El Ferrol. En 2014 se le concedió, a título póstumo, la Gran Cruz de la Real Orden de Reconocimiento Civil a las Víctimas del Terrorismo.

## Consecuencias
El gobierno de España rompió relaciones con el Frente Polisario y la República Árabe Saharaui Democrática, y expulsó a su representación permanente, encabezada entonces por Bujari Ahmed. Sin embargo, en 1986 las relaciones se retomaron de manera secreta.